# Проспект Амира Темура (Алмалык)
Проспект Амира Темура — центральный проспект города Алмалык.

## Описание
Проспект Амира Темура начинается от улицы Эски Бозор недалеко от ПКиО им. Маяковского и проходит до проспекта Примкулова. Через неё проходят улицы Фахрийлар, Наследова, Сунбула, Шарафа Рашидова, Олимпийская, Мустакиллик и другие.

## Примечательные здания и сооружения
- Между домами 16-20 — цветочный рынок
- Дом 20 — Кинотеатр и супермаркет Korzinka
- Дом 24 — Бюро принудительного исполнения Генеральной прокуратуры г. Алмалык
- Дом 45 — Алмалыкский горный колледж
- Между домами 40-44 — ДК Металлург
- Дом 53А — Управление АГМК
- Дом 56 — Алмалыкский филиал НИТУ МИСиС